# Risō no Himo Seikatsu
Risō no Himo Seikatsu (理想のヒモ生活?) es una serie de novelas ligeras japonesas escritas por Tsunehiko Watanabe e ilustradas por Jū Ayakura. Comenzó a publicarse en línea a través del sitio web de publicación de novelas generado por el usuario Shōsetsuka ni Narō en junio de 2011, antes de ser publicada impresa por Shufunotomo a partir de septiembre de 2012. Una adaptación a manga con ilustraciones de Neko Hinotsuki comenzó a serializarse en la revista Young Ace en febrero de 2017. Una adaptación de la serie al anime ha sido anunciada.

## Sinopsis
Zenjiro Yamai, un oficinista en el Japón moderno, de repente se ve convocado a otro mundo. La persona que lo convocó, la Reina Aura, quiere que se case con ella y deje atrás su antigua vida por una vida de extravagancia despreocupada como su esposo y Príncipe Consorte. Le dicen que si acepta, sólo tendrá que proporcionarle un heredero. Aparte de eso, puede holgazanear todo el día sin preocupaciones y nunca más tendrá que trabajar como lo hacía en su antigua vida en Japón. Después de aceptar su oferta, se encuentra en un mundo lleno de magia, una cultura diferente con noblezas que tienen agendas ocultas y planes ambiciosos. Un mundo donde una simple palabra o un regalo conlleva significados ocultos.

## Personajes
Zenjiro Yamai (山井善治郎 Yamai Zenjiro?) / Zenjiro Capua (山井善治郎 Kāpua Zenjiro?)
Un asalariado de Japón que fue convocado a otro mundo y termina casándose con la Reina del Reino de Capua, Aura Capua y se convierte en Príncipe Consorte. Después de eso, su nombre cambia a Zenjiro Capua. Eventualmente descubre que es un usuario de la Magia de Línea de Sangre "Espacio-Tiempo".
Aura Capua (アウラ・カープァ Aura Kāpua?)
Ella es la Reina y la última superviviente de la realeza del Reino de Capua y la esposa de Zenjiro Yamai. Ella es una usuaria de la Magia de Línea de Sangre "Espacio-Tiempo". Al principio, se casó con Zenjiro por razones políticas, pero luego llegó a amarlo genuinamente.
Freya Uppasala (フレア・ウップサーラ Furea Uppusāra?)
Ella es la Primera Princesa del Reino de Uppasala y la capitana del "Hoja de Glaze", el octavo barco perteneciente a la Armada del Reino de Uppasala. Llegó a Capua en busca de una nueva ruta comercial
Inesl (イネス Inesu?)
Trabaja en el Palacio Interior del Reino de Capua, como una de las jefas de limpieza que supervisa al personal de limpieza. Tanto la Reina Aura como Zenjiro confían mucho en ella. Siempre que Zenjiro viaja, ella es la criada asignada para acompañarlo como ayudante.
Fabio Deubashe (ファビオ・デウバジェ Fabio Deubaje?)
Trabaja como secretario principal de la Reina Aura además de trabajar como consultor. Siempre habla con franqueza y es una persona que no teme dar su opinión honesta y dura incluso a la Reina.
Victoria Kronkvist (ヴィクトリア・クロンクヴィスト Vikutoria Kuronkuvisuto?) / Skaji
Una guerrera altamente capaz del Reino de Uppsala que se desempeña como asistente y guardaespaldas de Freya Uppsala. Ella es lo suficientemente fuerte como para derrotar a un guiverno alfa sin ayuda de nadie.
Pujol Guillén (プジョル・ギジェン Pujoru Gijen?)
Un General del ejército del Reino de Capua y un hombre muy ambicioso con habilidades y fuerza para lograr su objetivo. También es el excandidato matrimonial de Aura Capua.
Natalio Maldonado (ナタリオ・マルドナド Natario Marudonado?)
Un Caballero de Palacio que trabaja en el Reino de Capua.
Xavier Gaziel (チャビエル・ガジール Chabieru Gajīru?)
Es el tercer y menor hijo del margrave "Miguel Gaziel", el único heredero superviviente de la familia Gaziel desde la muerte de sus dos hermanos mayores durante la Gran Guerra.

## Contenido de la obra

### Novela ligera
Escrita por Tsunehiko Watanabe, la serie comenzó a publicarse en el sitio web de publicaciones de novelas Shōsetsuka ni Narō el 25 de junio de 2011. Posteriormente, la serie fue adquirida por Shufunotomo, quien comenzó a publicar la serie impresa con ilustraciones de Jū Ayakura el 28 de septiembre de 2012. Fue uno de los primeros trabajos publicados por el sello Hero Bunko. Se han publicado quince volúmenes hasta la fecha.
En noviembre de 2020, J-Novel Club anunció que obtuvo la licencia de la serie para su publicación en inglés.

#### Lista de volúmenes
| Volúmenes de novelas ligeras publicadas | Volúmenes de novelas ligeras publicadas | Volúmenes de novelas ligeras publicadas |
| Número                                  | Fecha de lanzamiento                    | ISBN                                    |
| --------------------------------------- | --------------------------------------- | --------------------------------------- |
| 1                                       | 28 de septiembre de 2012                | ISBN 978-4-07-284078-8                  |
| 2                                       | 30 de noviembre de 2012                 | ISBN 978-4-07-284084-9                  |
| 3                                       | 29 de marzo de 2013                     | ISBN 978-4-07-288700-4                  |
| 4                                       | 31 de agosto de 2013                    | ISBN 978-4-07-292190-6                  |
| 5                                       | 28 de abril de 2014                     | ISBN 978-4-07-296354-8                  |
| 6                                       | 29 de noviembre de 2014                 | ISBN 978-4-07-410241-9                  |
| 7                                       | 30 de septiembre de 2015                | ISBN 978-4-07-403086-6                  |
| 8                                       | 30 de junio de 2016                     | ISBN 978-4-07-417935-0                  |
| 9                                       | 31 de mayo de 2017                      | ISBN 978-4-07-424639-7                  |
| 10                                      | 28 de diciembre de 2017                 | ISBN 978-4-07-429074-1                  |
| 11                                      | 31 de julio de 2018                     | ISBN 978-4-07-433868-9                  |
| 12                                      | 30 de abril de 2019                     | ISBN 978-4-07-437228-7                  |
| 13                                      | 30 de marzo de 2020                     | ISBN 978-4-07-442815-1                  |
| 14                                      | 30 de septiembre de 2021                | ISBN 978-4-07-447913-9                  |
| 15                                      | 28 de diciembre de 2023                 | ISBN 978-4-07-456480-4                  |

### Manga
Una adaptación a manga, ilustrada por Neko Hinotsuki, comenzó a publicarse en la revista Young Ace de Kadokawa Shōten el 3 de febrero de 2017. Sus capítulos individuales han sido recopilados en veintidós volúmenes tankōbon hasta la fecha.
En marzo de 2018, Seven Seas Entertainment anunció que había obtenido la licencia de la serie para su publicación en inglés.

#### Lista de volúmenes
| Volúmenes de manga publicados | Volúmenes de manga publicados | Volúmenes de manga publicados |
| Número                        | Fecha de lanzamiento          | ISBN                          |
| ----------------------------- | ----------------------------- | ----------------------------- |
| 1                             | 25 de julio de 2017           | ISBN 978-4-04-106001-8        |
| 2                             | 4 de diciembre de 2017        | ISBN 978-4-04-106393-4        |
| 3                             | 4 de junio de 2018            | ISBN 978-4-04-106841-0        |
| 4                             | 2 de noviembre de 2018        | ISBN 978-4-04-107482-4        |
| 5                             | 4 de febrero de 2019          | ISBN 978-4-04-107829-7        |
| 6                             | 4 de junio de 2019            | ISBN 978-4-04-108233-1        |
| 7                             | 4 de octubre de 2019          | ISBN 978-4-04-108704-6        |
| 8                             | 4 de febrero de 2020          | ISBN 978-4-04-108705-3        |
| 9                             | 4 de junio de 2020            | ISBN 978-4-04-109476-1        |
| 10                            | 4 de noviembre de 2020        | ISBN 978-4-04-109463-1        |
| 11                            | 4 de marzo de 2021            | ISBN 978-4-04-109464-8        |
| 12                            | 2 de julio de 2021            | ISBN 978-4-04-111461-2        |
| 13                            | 3 de diciembre de 2021        | ISBN 978-4-04-111462-9        |
| 14                            | 4 de abril de 2022            | ISBN 978-4-04-112486-4        |
| 15                            | 2 de septiembre de 2022       | ISBN 978-4-04-112628-8        |
| 16                            | 28 de diciembre de 2022       | ISBN 978-4-04-113261-6        |
| 17                            | 2 de junio de 2023            | ISBN 978-4-04-113620-1        |
| 18                            | 4 de septiembre de 2023       | ISBN 978-4-04-114032-1        |
| 19                            | 2 de febrero de 2024          | ISBN 978-4-04-114445-9        |
| 20                            | 4 de junio de 2024            | ISBN 978-4-04-114998-0        |
| 21                            | 4 de octubre de 2024          | ISBN 978-4-04-115360-4        |
| 22                            | 4 de febrero de 2025          | ISBN 978-4-04-115782-4        |

### Anime
Una adaptación de la serie al anime se anunció el 14 de diciembre de 2023. Más tarde se reveló que sería una serie de televisión.

## Recepción
Theron Martin de Anime News Network elogió el tratamiento del delicado tema de la serie, aunque también criticó la construcción del mundo.
La serie contaba con 2,7 millones de copias en circulación.  La serie ya contaba con 4,7 millones de copias en circulación hasta diciembre de 2023.